# Pilar da Bretanha
Pilar da Bretanha é uma freguesia do município de Ponta Delgada, com 6,12 km² de área e 576 habitantes (censo de 2021). A sua densidade populacional é 94,1 hab./km².

## História
Foi criada oficialmente em 10 de julho de 2002, em conjunto com a vizinha Ajuda da Bretanha, por divisão da antiga freguesia da Bretanha.
De notar na sua história o fundador do jornal Açoriano Oriental e também deputado Manuel António de Vasconcelos, que nasceu e viveu no Solar dos Vasconcelos, no sítio da Lomba Grande. De construção antiga, que remonta ao período da colonização, sendo moradia dos primeiros Jesuítas que se fixaram na ilha. De pedra lavrada e trabalhada. A sua localização no antigo caminho principal da ilha (ainda terreno).

## Demografia
Nota: Freguesia criada pelo Decreto Legislativo Regional n.º 24/2002/A, de 10 de Julho, com lugares desanexados da freguesia de Bretanha.
A população registada nos censos foi:
| Ano  | 0-14 Anos | 15-24 Anos | 25-64 Anos | > 65 Anos |
| 2011 | 113       | 92         | 332        | 87        |
| 2021 | 71        | 75         | 334        | 96        |